# Heinrich Sautier

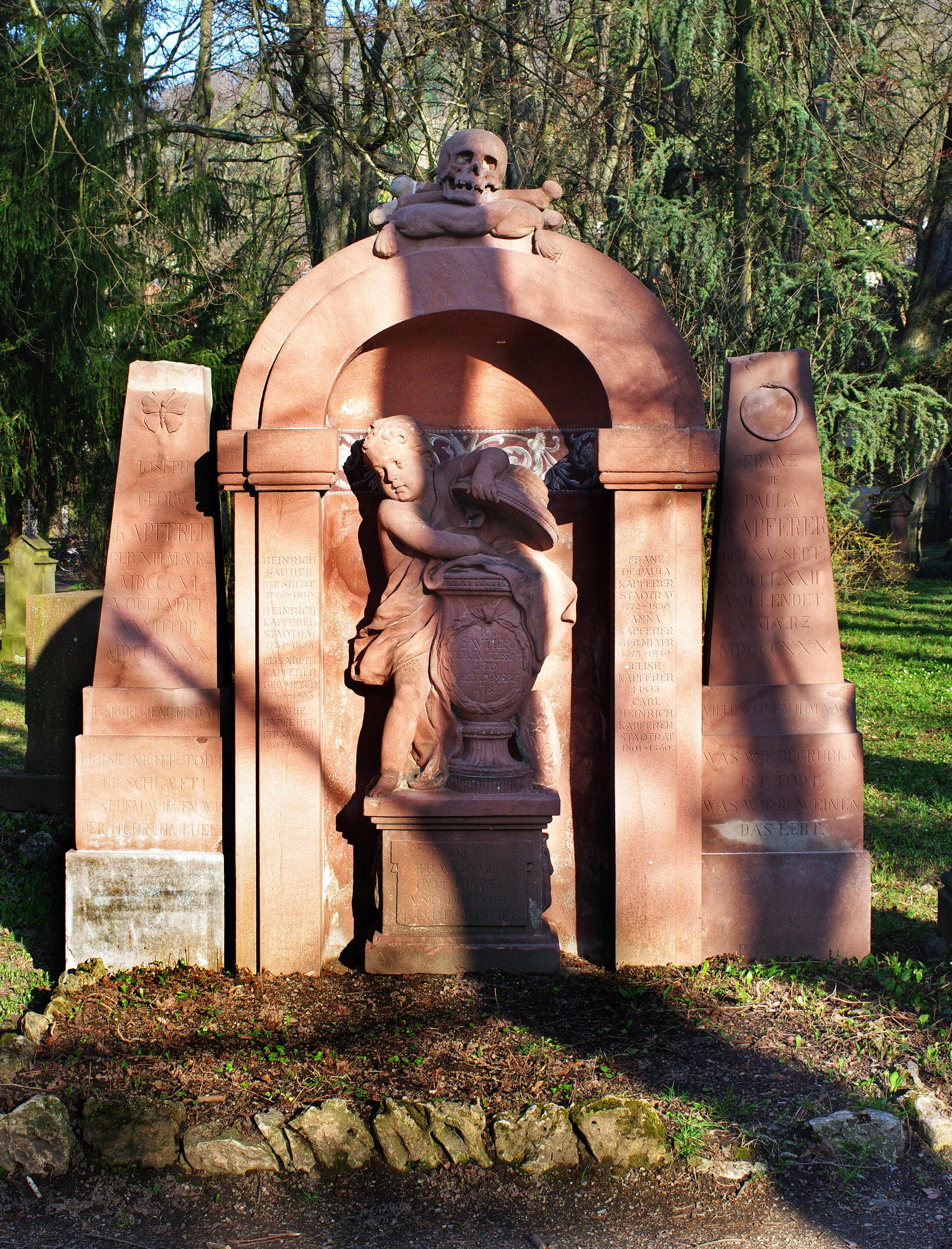
Grabmal von Heinrich Sautier

Heinrich Sautier ([sotje]) SJ; Pseudonym Erich Servati und Eugenius (* 10. April 1746 in Freiburg im Breisgau; † 31. Mai 1810 ebenda) war ein deutscher Jesuit und Stifter.

## Leben

### Herkunft
Die Familie von Heinrich Sautier stammte ursprünglich aus Magland im Herzogtum Savoyen; er war der Sohn von Franz Josef Sautier (* 14. Juli 1719 in Geisingen; † 4. März 1789 in Freiburg), der bei seinem Tod ein vermögender Bankier, Kaufmann und Zunftmeister war, und dessen erster Ehefrau Maria Catharina Wilhelm (* 18. Dezember 1714 in Freiburg; † 5. Mai 1782 ebenda); er hatte noch vier Geschwister.
Sein Vater war der Gründer des Bankhauses Sautier in der damaligen Kaiserstraße in Freiburg, das von 1789 bis 1872 bestand, dann wurde es an die Rheinische Creditbank verkauft. Das Vermögen seines Vaters umfasste Häuser in der Stadt und Grundstücke vor den Toren der Stadt. Bei seinem Tod erbten jedes seiner Kinder 9.628 Gulden. Seine Schwester Maria Katharina Sautier (1744–1801) war mit Franz de Paula Kapferer (1736–1804) verheiratet, der das Unternehmen Firma Gebrüder Kapferer leitete.

### Werdegang
Heinrich Sautier besuchte das Jesuitengymnasium (heute: Berthold-Gymnasium) in Freiburg.
Er trat am 9. Oktober 1761 in den Jesuitenorden ein und lehrte als Grammatiklehrer in den Kollegien in Pruntrut (heute Sitz der Kantonsschule) und im Jesuitenschloss in Freiburg im Breisgau.
Nach der Aufhebung des Jesuitenordens war er von 1773 bis 1792 Professor der Poetik am Akademischen Gymnasium (heute: Berthold-Gymnasium) in Freiburg und lebte anschließend als Privatier beim Freiburger Münsterplatz; in dieser Zeit übergab er 1784 den Gemeinden Pfaffenweiler und Oehlingsweiler 1.000 Gulden als stehendes Kapital, aus dessen Ertrag für die bedürftigen Schüler Schulbücher und Schulgerätschaft angeschafft werden sollten. Diese Schenkung erfolgte, weil die damaligen Pfarrherren seine Lehrer in der Schulzeit waren, und er sich auf diesem Weg erkenntlich zeigen wollte.
Er regte mit einem  detaillierten Sparkassenplan  die 1790 gegründete Bürgerliche Beurbarungsgesellschaft an, 1803 eine Volkskasse zu gründen, die sich zur Aufgabe gemacht hatte, die kleinen gesparten Scherflein von Dienstboten, Knechten, Mägden, Witwen und Waisen zinsgünstig anzulegen; hieraus entstand am 15. Januar 1827 die heutige Sparkasse Freiburg.
Er pflegte eine Freundschaft mit dem Künstler Johann Christian Wentzinger und widmete diesem den Satz Er durchlebte ein Jahrhundert – Durch ihn leben Jahrhunderte, der auch auf dem Grabstein von Johann Christian Wentzinger steht.
Heinrich Sautier, der den Ehrennamen Der Stifter erhielt, wurde auf dem Alten Friedhof in Freiburg im Breisgau beigesetzt.

### Stiftung
1800 gründete er die Stiftung zur Ausbildung und Ausstattung bedürftiger Bürgertöchter, dem folgte 1801 eine vergleichbare Institution für Bürgersöhne; diese sollten nach Entlassung aus der Volksschule vier Jahre die Schulen der Stiftung wöchentlich mehrere Stunden besuchen und zu einem christlich religiösen Lebenswandel angehalten werden. Die jungen Männer sollten zu Handwerker und die Frauen zu Dienstboten und Hausfrauen ausgebildet werden, darüber hinaus erhielten sie nach Beendigung der Ausbildung von der Stiftung, je nach Leistung des Schülers, angesparte finanzielle Beiträge.
Die Stiftung fand vielfache Unterstützung, so gab auch der Kaiser Franz II. jährlich 300 Gulden aus dem Religions- und dem Studienfonds, Großherzog Karl Friedrich nahm die Stiftung unter seinen besonderen Schutz und genehmigte jährlich Beiträge an die Stiftung aus öffentlichen Mitteln. Umfangreiche Zuwendungen kamen auch vom ehemaligen Basler Domkapitular Philipp Valentin von Reibelt (1752–1835) und von Philipp Merian; dies führte 1823 auch zum Namen Sautier-Reibelt-Meriansche Stiftung zur Ausbildung und Ausstattung Dürftiger Jünglinge und Jungfrauen. Das Vermögen der Stiftung wuchs in den Jahren durch Schenkungen und Vermächtnisse weiter an, sodass an weiteren Orten solche Einrichtungen geschaffen werden konnten; bei seinem Tod 1810 betrug das Vermögen der Stiftung 44.000 Gulden (1824: 72.816 Gulden). Zu den Wohltätern, die teils eigene Freiplätze stifteten, gehörten unter anderem Gräfin Franziska von Kagenek, Tochter des österreichischen Botschafters Johann Friedrich von Kageneck, der Politiker und spätere leitende Staatsminister von Baden Conrad Karl Friedrich von Andlau-Birseck, der Konstanzer Chorherr Joseph Wilhelm Sturm (1733–1813), Ignaz Speckle, Abt des Klosters St. Peter auf dem Schwarzwald und Maria Francisca von Thurn und Valsassina, letzte Äbtissin des Klosters Günterstal.
Durch die Stiftung stand er in näherer Beziehung zum Erzbischof Karl Theodor von Dalberg und dem Generalvikar Ignaz Heinrich von Wessenberg.
Zur regionalen Bekanntheit trug insbesondere die Besprechung im Archiv für die Pastoralkonferenzen bei, deren besonderer Förderer Generalvikar Ignaz Heinrich von Wessenberg war, in dem zwischen 1811 und 1825 gleich vier Mal ausführlich über Konzeption und Tätigkeit der Stiftung berichtet wurde.
Es wurde berichtet, dass durch die Stiftung bis zum Jahr 1838 insgesamt 263 Mädchen und 143 Jungen ausgebildet wurden.
Nach seinem Tod wurde die Stiftung vom katholischen Priester und Stadtrat Ferdinand Weiß (1754–1822) und später durch Ferdinand Wanker und darauf dem späteren Generalvikar Ludwig Buchegger (1796–1865) weitergeführt.

### Schriftstellerisches Wirken
Heinrich Sautier war schriftstellerisch vielseitig tätig und veröffentlichte Gedichte, Schulbücher und namentlich polemische Streitschriften gegen den rationalistisch-antireligiösen Flügel der „Aufklärer“ sowie gegen Freimaurer. So verfasste er insbesondere 1785 seine Schrift Ländlicher Briefwechsel von den vorderösterreichischen Kirchenreformatoren unter dem Namen des Freimüthigen und 1788 Der Glaube des Selbstdenkers gegen seinen Kollegen Johann Kaspar Ruef; er verteidigt darin die katholischen Lehren und Einrichtungen gegen Angriffe und Einwürfe, die von dieser Seite erhoben wurden. Ruef antwortete ihm in den Freiburger Beiträgen; eine weitere Antwort erhielt er von Franz Joseph Bob mit der Schrift Sendschreiben an Erich Servati über seine Frage: Warum soll ich ein Freymaurer werden? Weiterhin polemisierte er gegen den österreichischen Schriftsteller Karl Joseph Michaeler (1735–1804).
1798 veröffentlichte er die Schrift Die Philanthropen von Freyburg oder die Stifter und Wohlthäter der Hauptstadt Freyburg im Breisgau und der Albertinischen Hohenschule, in der er systematisch alle Stifterpersönlichkeiten der Stadt Freiburg seit dem Mittelalter vorstellte.
Weitere Schriften hingen auch mit seinem Engagement seiner Stiftung zusammen, unter anderem sein sechsbändiges Anleitungsbuch für auszubildende junge Frauen Die arme Marie, oder das Bild eines vollkommenen Dienstboten.

## Ehrungen und Auszeichnungen
- Kurz vor seinem Tod erhielt Heinrich Sautier die Großherzogliche Badische Verdienstmedaille.
- Nach ihm wurde die Sautierstraße in Freiburg benannt.[18]

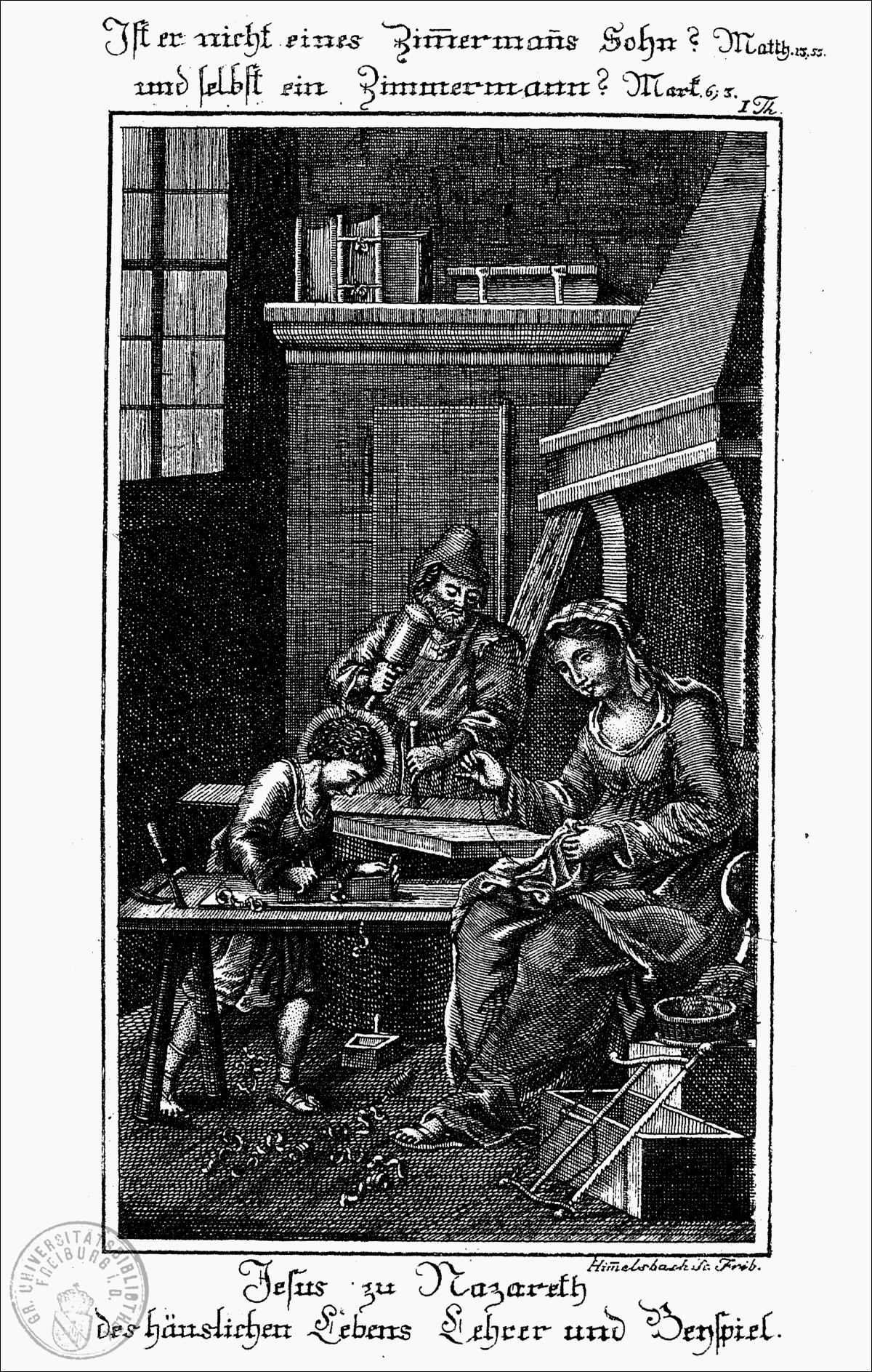
Die arme, brave Marie oder das Bild eines vollkommenen Dienstbothen. Band 1

## Schriften (Auswahl)
- Antwort auf die Frage Christian Friedrich Menschenfreunds, warum ist der Wohlstand der protestantischen Länder so gar viel grösser, als der katholischen. Freiburg im Breisgau, 1773.
- Kurzweile in Sinngedichten. Freyburg i. Br.: Satron, 1774.
- Die Reu- und Liebvolle Seele des Menschen auf dem Calvarienberge. Freiburg im Breisgau, 1775.
- Der Reim meistens mit den eigenen Worten der vornehmsten Kunstrichter beschrieben, und beurtheilet. Zum Gebrauche d. Vorlesungen am Kaiserl. Königl. Vorösterreich. Gymnasium der hohen Schule zu Freyburg im Breisgau. 1777.
- Das letzte Wort des Beyträgers zur Freyburger Predigerkritik: nach dessen seligen Hintritt. 1783.
- Beytraege zur Freyburger Predigerkritik: Difficile est Satyram non scribere. 1783.
- Vertheidigung zwoer päpstlichen Bullen wider den Freymaurer M... Augsburg 1783.
- Wider den Freymaurer M.*** und sein Nötchen von 36 Seiten: Anhang zur Vertheidigung der päpstlichen Bullen gegen die Maurerey. Augsburg: Rieger, 1784.
- Freymüthige Anmerkungen über den Freymüthigen, eine Freyburger Monatschrift. 1784.
- Ländlicher Briefwechsel von den vorderösterreichischen Kirchenreformatoren unter dem Namen des Freimüthigen.
  - 1. Band. 1785.
  - 2. Band. 1785.
- Freymüthige Beurtheilung der deutschen Disputation, die Herr Kaspar Ruef, Universitätsbibliothekar und Lehrer der griechischen Sprache, zur Erhaltung der juristischen Doktorwürde, den 9ten August 1785 zu Freyburg im Breisgau hielt: Sammt einer kurzen Abfertigung der Exception des sogenannten Freymüthigen. 1786.
- Über die Folgen des geistlichen Cölibats auf das Wohl Katholischer Staaten. 1786.
- Kurze Abfertigung der Exzeption des sogenannten Freymüthigen. 1786.
- Warum soll ich ein Freymäurer werden? Basel: Flick, 1786.
- Mak. Benak oder die Aufnahme eines Meisters. 1786.
- Ueber die Folgen des geistlichen Coelibats auf das Wohl katholischer Staaten: an Maximilian Ruth, Repetitor publicus. 1786.
- Apologie der Ersten Frage: Warum soll ich ein Freymäurer werden?: Beylage zu dem Bruchstücke zur Geschichte der deutschen Freymäurerey gegen Hr. Franz Joseph Bob. 1787.
- Bruchstücke zur Geschichte der deutschen Freymäurerey. Basel: Flick, 1787.
- Der Glaube des Selbstdenkers. Freiburg im Breisgau, Augsburg, Basel, Frankfurt am Main, 1788.
- Heinrich Sautier, Johann Andreas Satron, Aloys Wagner: Die Philanthropen von Freyburg oder die Stifter und Wohlthäter der Hauptstadt Freyburg im Breisgau und der Albertinischen Hohenschule. Freyburg i. Br.: Wagner, 1798.
- Die Stiftung zur Ausbildung und Ausstattung dürftiger Bürgertöchter von 10 bis 21 Jahren. Freiburg im Breisgau 1800.
- Die Stiftung zur Ausbildung und Ausstattung dürftiger Bürgersöhne von Freyburg. Freiburg im Breisgau 1801.
- Die arme brave Marie oder das Bild eines vollkommenen Dienstboten.
  - 1. Teil. Freyburg i. Br.: Felner, 1801.
  - 2. Teil. Freyburg i. Br.: Felner, 1801.
  - 3. Teil. Freyburg i. Br.: Felner, 1801.
  - 4. Teil. Freyburg i. Br.: Felner, 1802.
  - 5. Teil. Freyburg i. Br.: Felner, 1802.
  - 6. Teil. Freyburg i. Br.: Felner, 1803.
- Der Geist der Stiftung zur Ausbildung und Ausstattung dürftiger Bürgersöhne zu Freyburg im Breisgau. Freiburg i. Br. 1802.
- Denkzettel von der sonntaeglichen Lehranstalt fuer angehende Kuenstler und Handwerker, in Verbindung mit der Stiftung zur Ausbildung und Ausstattung duerftiger Buergersoehne zu Freyburg im Breisgau. Freyburg i. Br.: Felner, 1803.
- Die Sittenlehre in Volks-Liedern.
  - 1. Band. Freiburg im Breisgau 1803.
  - 2. Band. Freiburg im Breisgau 1803.
  - 3. Band. Freiburg im Breisgau 1803.
  - 4. Band. Freiburg im Breisgau 1803.
  - 5. Band. Freiburg im Breisgau 1803.
  - 6. Band. Freiburg im Breisgau 1803.
- Die Kunst, arme Maedchen, Waisen, Findlinge ohne großen Aufwand tugendreich und standesmaeßig bemittelt zu machen. Freyburg i. Br.: Freyburger Maedchenstiftung, 1805.
- Denkbuch von der milden Stiftung zur Ausbildung und Ausstattung duerftiger Maedchen. Freyburg i. Br.: Rosset, 1805.
- Ein Blick auf die neue Stiftung zur Ausbildung und Ausstattung duerftiger Maedchen. Freyburg i. Br.: Rosset, 1806.
- Ein Blick auf die Freyburger Stiftung zur Ausbildung und Ausstattung dürftiger Jünglinge und Jungfrauen. Freyburg i. Br. Kerkenmayer, 1808.